# Sinú, río de pasiones
 (juillet 2018).
Si vous disposez d'ouvrages ou d'articles de référence ou si vous connaissez des sites web de qualité traitant du thème abordé ici, merci de compléter l'article en donnant les références utiles à sa vérifiabilité et en les liant à la section « Notes et références ».
Sinú, río de pasiones (River of Passions en anglais) est une telenovela colombienne produite et diffusée entre le 18 janvier 2016 et le 19 avril 2016 sur Caracol Televisión. Elle est diffusée en Afrique depuis le 19 juin 2018 sur Novela F Plus et Novela F1 sous le titre La rivière de la passion.
Elle est diffusée depuis le 5 août 2024 sur Canal Novelas.

## Synopsis
L'histoire de Felipe Guerra, un jeune contremaître d'élevage, qui découvre dans les yeux de la belle Lina Maria Henao, le seul véritable amour. Conscient des différences économiques entre sa bien-aimée et lui-même, il décide d'accepter la proposition de capturer la drogue au capo du Seigneur Miguel de Jesus Ortega pour une récompense d'un million de dollars. Pendant la durée de cette mission, le jeune homme assumera une nouvelle identité et oubliera la ville où il est né. Mais qu'en est-il de Lina alors qu'il est parti? Cristian, qui est censé être le meilleur ami de Felipe, n'aura aucun problème à l'accompagner jusqu'à son retour.

## Distribution
- Natalia Jerez : Lina María Henao
- Mario Espitia : Cristian Dangond
- Carlos Enrique Almirante : Felipe Guerra
- Diana Hoyos : Leonilde Amador
- Jacqueline Arenal : Mascara Sonia
- Sofia Araujo : Elizabeth Puello
- Abel Rodríguez : Aníbal Dangond
- Jorge Cao : Carlos Puello "El Mago"
- Myriam de Lourdes : Claudia Escamilla (tuée par des paramilitaires)
- Ricardo Mejía : Marcos Galarza
- Katherine Castrillón : Liz Cruz
- José Narváez : José Díaz Granados
- Luis Eduardo Motoa : Gerardo Henao
- Jorge Enrique Abello : Colonel Arteaga
- Fernando Solórzano : Miguel Ortega (assassiné par ordre du "Magicien")
- Raúl Gutiérrez : Ortíz
- Juliana Galvis : Luisa
- John Mario Rivera : Le Propre
- Ricardo Vélez : Botero (assassiné par ordre du "Magicien")
- John Bolivar : Harald
- Zulma Rey : Épouse du Ñero
- Walter Luengas : Good Day : Avocat de Pipe
- Víctor Hugo Morant : Avocat d'Ortega
- Gabriel Ochoa : Mauricio (assassiné par lui-même)
- Eibar Gutiérrez : Pacheco (El maestro del Vallenato)
- Stephanie Abello : Journaliste
- Lucho Velasco : Teniente Núñez
- Girolly Gutiérrez : Peláez
- David Noreña : Fiscal
- Víctor Cifuentes : Juge
- Santiago Bejarano : Médecin spécialiste
- Linda Baldrich : Elsa Mogollón / Adélaïde
- Gerardo Calero : Dr Samper (psychologue)
- Jaime Serrano : Membre de Marcos)
- Luis Fernando Patiño : Kabrald
- Nacho Hijuelos : Commandant de la guérilla
- Luis Fernando Gil : Lorenzo
- Julio Nava : Capitaine de la guérilla
- Néstor Alfonso Rojas : Associé d'Ortiz
- Tatiana Jáuregui : Médecin spécialiste
- Julio Correal : Contremaître Misael Garzón
- Fernando de la Pava : Avocat d'Ortiz
- José Fernando de la Pava Correa : Détective (tué par Cristian)
- Jairo Ordóñez
- Fernando Lara
- Mauricio Montoya
- Jorge Sánchez
- Luis Ignacio Cabrales
- Guillermo Villa
- Mario Calderón
- Daniel Espinoza
- Carlos Fernando Medina